# Пиркя

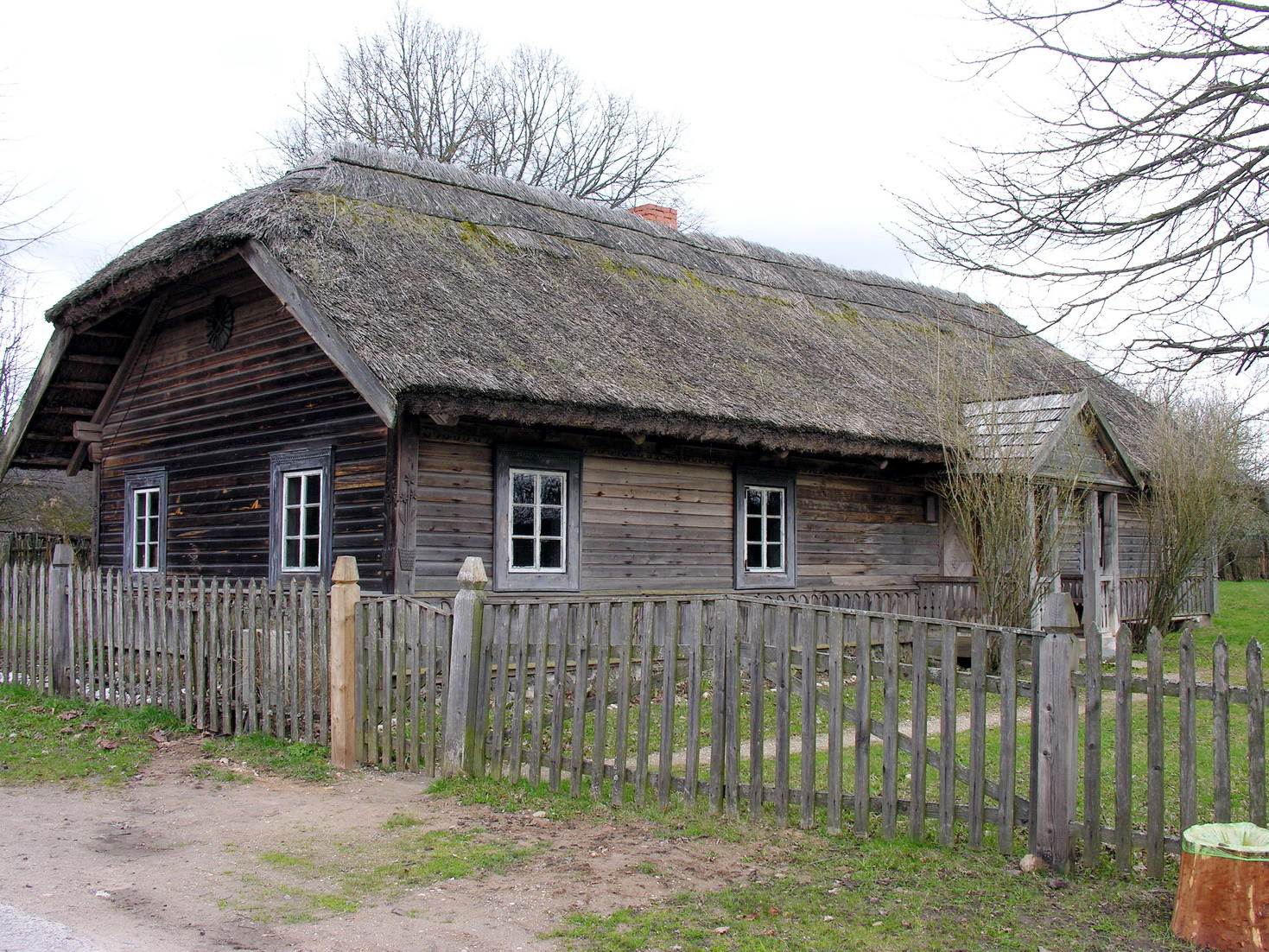
XIX век 2-я половина, Утянский район

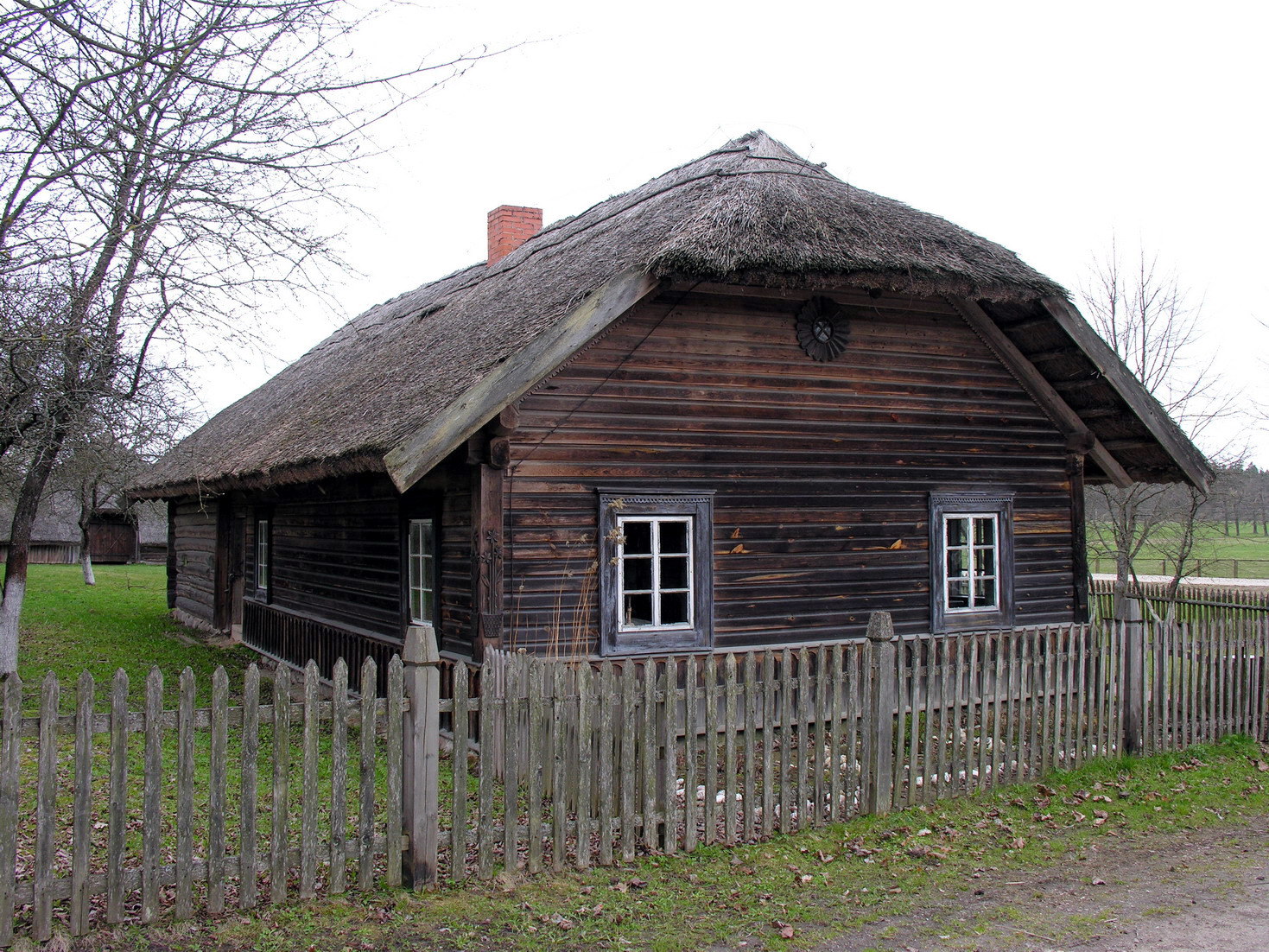

Пиркя (лит. Pirkia), или аукшатийская изба — традиционный тип сельского дома в литовской исторической области Аукштайтия. Пиркя состоит обычно из трёх помещений: избы, сеней и каморы (светлицы). Для отопления дома и готовки пищи в избе имелась печь, похожая на русскую. Сени и светлица не отапливались. Крыша пирки крылась соломой и была обычно двускатной, реже — четырехскатной. У зажиточных крестьян могли быть дома с бо́льшим количеством комнат. В жилых помещениях полы были обычно деревянными, в сенях полы иногда были просто глинобитными.

## Галерея

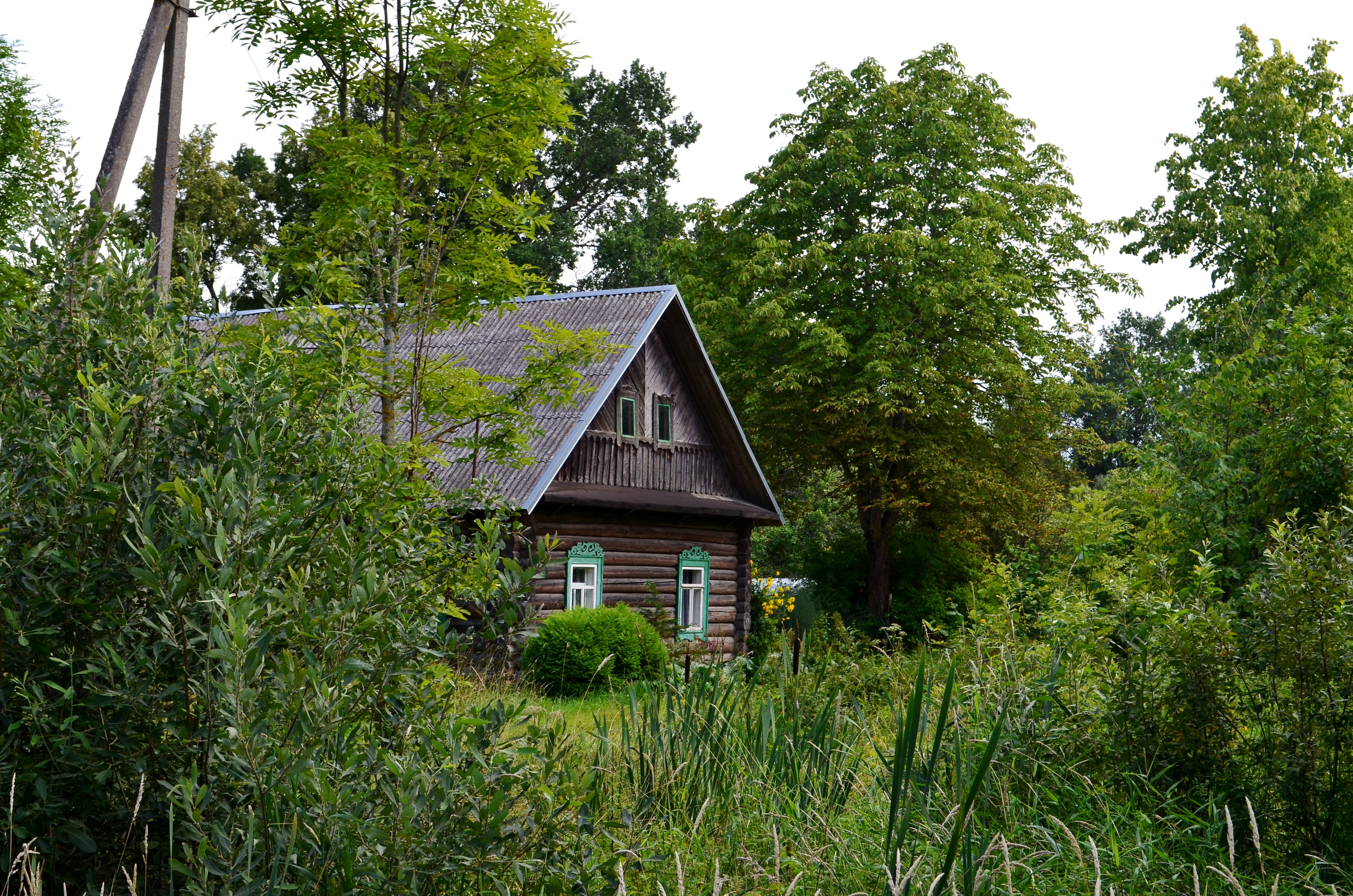
Пиркя восточного высокогорья. Лазинкос[лит.], Игналинский район
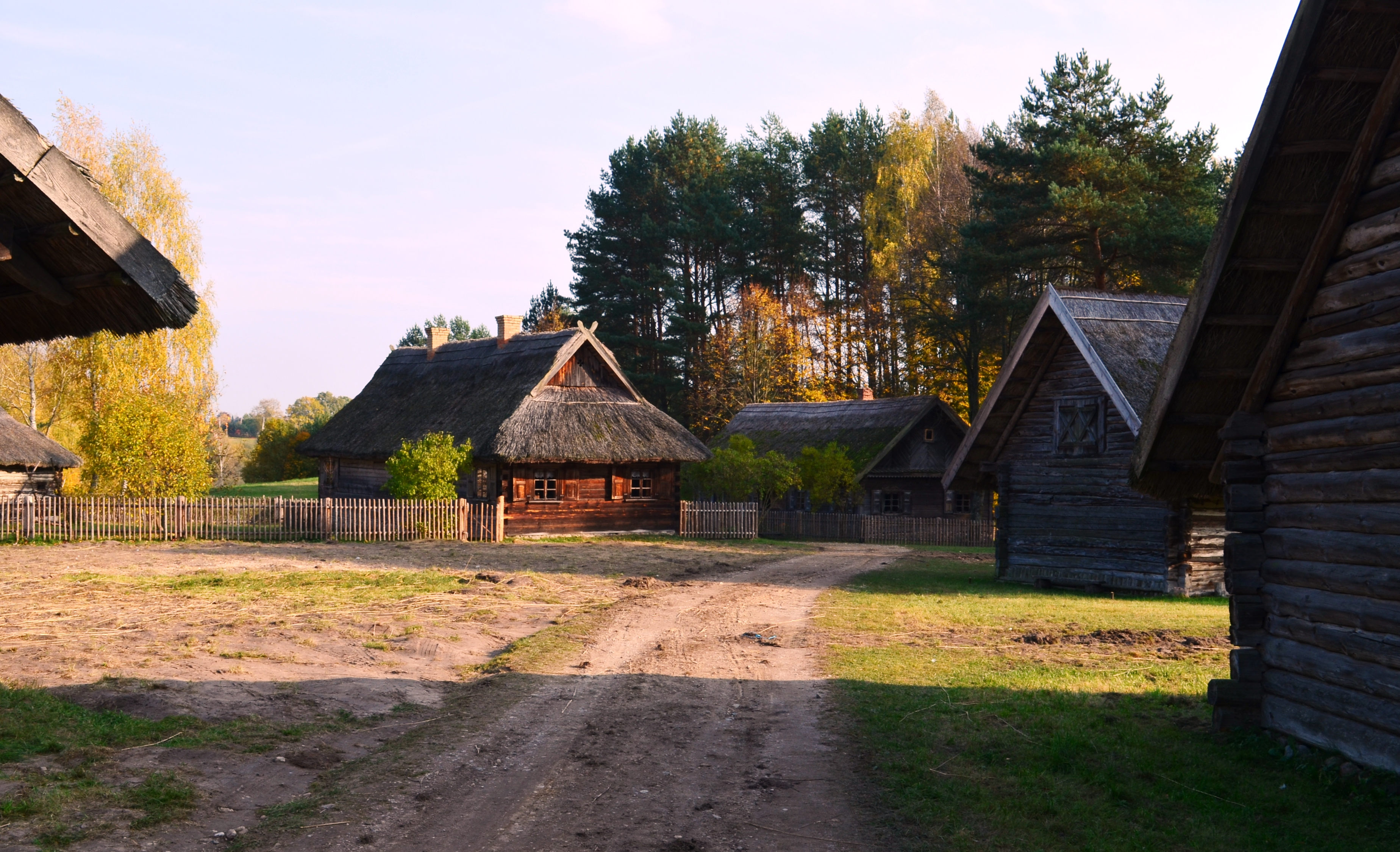
Пиркя в Зярвинос (Этнографический музей Литвы)
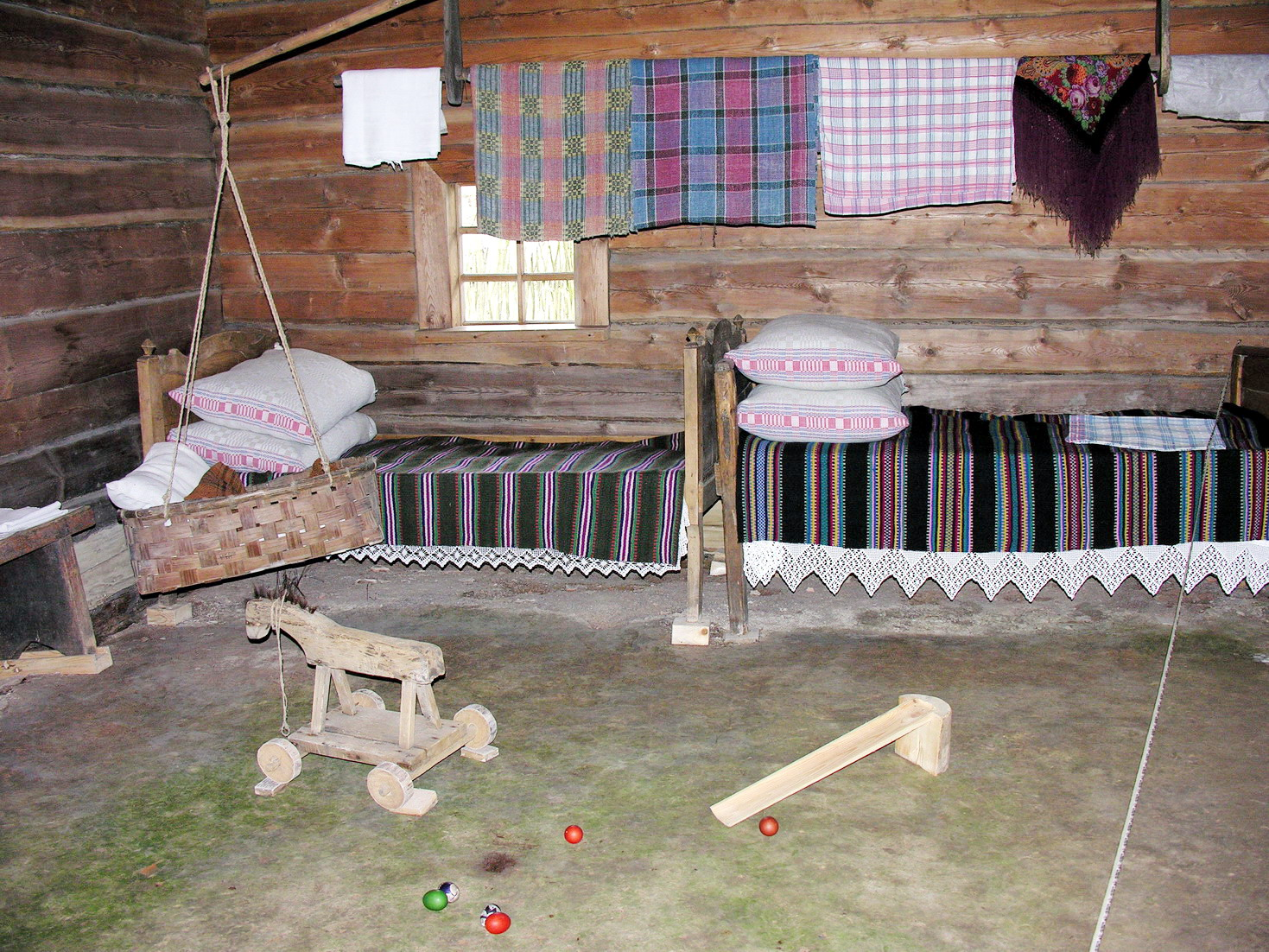
Пиркя, вид внутри